# Hrvatski trolist
Hrvatski trolist, često i pod nazivom Zvonimirov križ, bio je česta oznaka među hrvatskim domobranima u Prvom i službena oznaka Domobranstva u Drugom svjetskom ratu. Posebno su ga učinili prepoznatljivim zrakoplovci NDH krajem Drugog svjetskog rata, koji su ga nosili na svojim zrakoplovima na mjestu njemačkog balkenkreuza, kao rondel. Iako je danas hrvatski trolist službeno i rasprostranjeno odlikovanje RH, krajnja ljevica ga smatra fašističkim simbolom zbog navedenih konotacija s NDH.
Naziv Zvonimirov križ ustalio se već 1941., po nekima, jer navodno trolist potječe s dizajna Zvonimirove krune. Budući da Zvonimirova kruna nije sačuvana, kao ni onovremeni prikazi, te nitko ne zna kako je točno izgledala, vjerojatnije je da je tako prozvan zbog toga što je bio dizajn reda krune kralja Zvonimira.

## Trolist u Hrvatskom domobranstvu (1868. – 1918.)
Iako su se kasniji korisnici hrvatskog trolista pozivali na njegovu tradiciju iz vremena Austro-Ugarske, dokazi za to su vrlo oskudni. Trolist, kojim su se tada u nekim prigodama, stihijski, znali kititi hrvatski domobrani, vjerojatno je kasnije simbolizirao Trojednicu – Trojednu kraljevinu Hrvatsku, Slavoniju i Dalmaciju. Hrastov trolist zadijevao se za kapu ili ispod kacige, kao ukras, na paradama, obljetnicama, okupljanjima i sličnim prigodama. Međutim, taj običaj nije bio svojstven samo hrvatskom domobranstvu. Moguće je da je tijekom vremena tom znaku pridano značenje simbolizma Trojednice, što je bio razlog kasnijem domobranstvu i RH da ga reaktiviraju.
Miroslav Krleža, kao književnik koji je ostavio golem opus s tematikom hrvatskog domobranstva za vrijeme Austro-Ugarske, u zbirci pripovijedaka Hrvatski bog Mars, u Kraljevskoj ugarskoj domobranskoj noveli, spominje kako su domobrani u svečanim prilikama stavljali hrastov trolist u zapučak i po odori.

## Trolist za Drugog svjetskog rata
Hrvatski je trolist za vrijeme Drugog svjetskog rata bio službeni znak Hrvatskog domobranstva. Od 29. svibnja 1941. uveden je kao oznaka činova u domobranstvu NDH. Indikativno je da su Narodne novine objavile 21. travnja 1941. javni natječaj za rješenja činova pripadnika oružanih snaga i vojnih odora. Postoje navodi da je to novodizajnirani znak u to vrijeme te je simbolizirao (sa svojih šest vrhova trolista) "Hrvatsku i Slavoniju, Bosnu i Hercegovinu, Dalmaciju i Zahumlje". Red željeznog trolista uveden je kao najviše odlikovanje NDH 27. prosinca 1941., a znak odlikovanja prikazuje trolist ponešto drugačiji od onoga koji se nosio kao oznaka čina (ovdje je "peteljka" simetrična, dok je u oznaci čina koso "rezan" donji dio). No, prije njega (već 17. svibnja 1941.) uveden je red krune kralja Zvonimira, koji ima isti oblik trolista kao i orden željeznog trolista. Red krune kralja Zvonimira izrađen je prema nacrtu zrakoplovnoga pukovnika Jakoba Machieda.
U Hrvatskom domobranstvu, trolist su časnici i dočasnici nosili na epoletama, ovratnicima, a bio je sastavni dio i zastava i plamenaca koji su pripadali određenim činovima. Vojnom reorganizacijom početkom 1945. godine, domobranstvo i Ustaška vojnica ustrojeni su kao dijelovi jedinstvenih Hrvatskih oružanih snaga. Nove oznake na laticama propisane su 13. siječnja 1945. godine, sve jednakog temeljnog izgleda i jednake oznake u njima – srebrni trolist sa znakom U u sredini, osim za pripadnike PTS-a i ustaške časnike, tako da hrvatski trolist nikada nije bio službena oznaka ustaških postrojbi, već jedino mobiliziranog Hrvatskog domobranstva. U svega nekoliko godina oružane snage NDH izdale su mnoštvo različitih propisa i izmijenile toliko sustava vojnog nazivlja i označavanja, da ”na kraju ni sami pripadnici pojedinog vida ili službe nisu znali pravo ime dijela oružanih snaga komu su pripadali”.
Škola Ustaške Vojnice Kerestinec godište pitomaca 1942. nazvala je "Trolist".
Hrvatska izobrazbena skupina (piloti Zrakoplovstva NDH na obuci u Njemačkoj) 1944. preuzimaju trolist kao svoj rondel, a cjelokupno zrakoplovstvo NDH ga preuzima 24. veljače 1945. naredbom Vjesnika Ministarstva oružanih snaga.
Ratna mornarica NDH koristila je znak trolista kao oznaku pomorsko-redarstvene struke.

## Trolist u Republici Hrvatskoj
15. ožujka 1995. predsjednik Franjo Tuđman, zajedno s ostalim odličjima, uvodi i odličje Red hrvatskog trolista. Zauzima petnaesto mjesto u važnosnome slijedu odlikovanja Republike Hrvatske. 2000., Pravilnikom o Redu hrvatskog trolista, pobliže je određen. Zanimljivo je da se u tekstu naziva "hrvatskim križem".
Drugi naraštaj kadeta Hrvatskog ratnog zrakoplovstva za svoju oznaku na našivku izabrao je trolist sa zrakoplova NDH.

## Galerija
- Domobrani okićeni trolistom, 1895.
- obnovljeni Fiat Avia s rondelom Zrakoplovstva NDH
- Epolete nadsatnika u domobranstvu, 1941.
- Obilježje čina na ovratniku (latica) narednika u domobranstvu, 1941.
- Zastava generala, Domobranstvo, 1941.
- Zastava kontra-admirala, Domobranstvo, 1941.
- Rondel Zrakoplovstva NDH, 1944. – 1945.
- Spomen-ploča na Trsatu, društvo 'Hrvatski domobran'
- Spomenik palim domobranima 2. svjetskog rata, Mirogoj
- Red hrvatskog trolista, odlikovanje RH
- Oznaka drugog naraštaja kadeta HRZ-a